# ليه هورفاث
ليه هورفاث (بالإنجليزية: Les Horvath) هو لاعب كرة قدم أمريكية وضابط وطبيب أسنان أمريكي، ولد في 12 أكتوبر 1921 في ساوث بند في الولايات المتحدة، وتوفي في 14 نوفمبر 1995 في غلانديل في الولايات المتحدة.

## وصلات خارجية
- ليه هورفاث على موقع مرجع كرة القدم المحترفة.كوم (الإنجليزية)
- ليه هورفاث على موقع إن إن دي بي (الإنجليزية)